# Kutte (Motorradfahrer)

Übliche Anordnung einer Weste eines Motorradclubs:
1: Top Rocker – üblicherweise Name des Clubs
2: Center Patch – Logo des Clubs
3: Bottom Rocker – üblicherweise nationale oder regionale Bezeichnung, z. B. Germany oder California
4: „1%er“-Abzeichen bei Outlaw-MCs
5: Clubname
6: Rang- und Funktionsbezeichnungen wie z. B. „President/Vice President“, „Road Captain“ oder „Sergeant at Arms“
7: Side Rocker – üblicherweise Name des regionalen Chapters bzw. Charters, z. B. Berlin oder Nomads

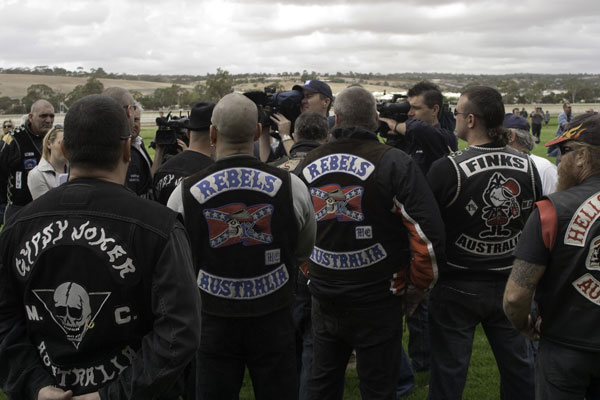
Kuttenträger von hinten

Als Kutte bezeichnet man in der Motorradfahrerszene eine Jeans- oder Lederweste, zum Tragen der Abzeichen eines Rockerclubs oder einer Fahrgemeinschaft.

## Funktion
Mit der Kutte drückt der Träger seine Zugehörigkeit zu seinem Motorradclub oder einer -fahrgemeinschaft aus. Des Weiteren tragen viele Motorradfahrer Kutten ohne Abzeichen eines eigenen Clubs, sei es dass ihr Club keine Abzeichen öffentlich führt oder dass der Träger keiner Gruppe angehört. Viele Kuttenträger tragen Abzeichen und Aufnäher ihrer befreundeten Clubs auf der Kutte, das kann von nur wenigen ausgewählten bis zu einer flächendeckenden Sammlung reichen, die mehrfach übereinander genäht werden. Zudem sind einige Kutten, aus den verschiedensten Beweggründen, mit angehängten Gegenständen wie Plaketten, Pins, Ansteckern und Nieten, dekoriert. Diese haben für den Träger zum Teil einen Amulettcharakter oder können auch nur schmückendes Beiwerk sein.
Mitglieder großer und internationaler Clubs tragen in der Regel nur die Abzeichen ihres eigenen Clubs oder ihrer Clubgemeinschaft. Insbesondere existieren hier bestimmte Vorschriften, die genau festlegen, wo welcher Aufnäher angebracht werden darf. Auf der Vorderseite der Kutte tragen sie oft in Brusthöhe Namens- und, je nach Funktion im Club, Amtsbezeichnungen wie Präsident, Vize oder auch Probe, beziehungsweise deren englische Bezeichnungen. Der Siderocker ist meistens eine genauere Chapter-Bezeichnung oder zeigt befreundete Chapter an.
Die Kutte ist in der Rocker-Subkultur das Statussymbol schlechthin. Größere Clubs betrachten die Kutte als Clubeigentum, das heißt, im Falle der Entlassung eines Mitglieds kann der Club die Kutte zurückfordern. Das Mitglied selbst ist für die Sicherheit der Kutte verantwortlich. Verliert es sie, wird er bestraft. Dies kann von einfachen Strafen bis zum Ausschluss aus dem Club führen. Viele Kuttenträger dulden es nicht, dass ihre Kutte von Fremden berührt wird. Sie sehen dies als einen Angriff auf sich selbst und ihren Club an. Bis Mitte der 1990er Jahre war das „Trophäen-Sammeln“ unter verfeindeten Clubs üblich. Es galt für den Betroffenen als besondere Schmach, wenn ihm seine Kutte abgenommen wurde. Die Kutte wurde damals üblicherweise im Clubhaus aufgehängt und/oder gegen ein „Lösegeld“ dem Eigentümer übergeben. In besonderen Fällen wurde die Kutte auch zerstört. Auch wenn unter Rockern eine Anzeige als verpönt gilt, wurden Anfang der 2000er Jahre einige Verfahren angestrebt. Juristisch betrachtet kann es sich beim Kuttenklau um eine Straftat nach § 249 StGB (Raub) oder § 250 (Schwerer Raub) handeln.
Zu Beginn mussten die Lederkutten meist selbst geschneidert werden. Zwar gab es keine genauen Vorschriften, doch waren Dreiteiler üblich, die seitlich mit Lochnieten und Lederschnüren verbunden waren. Im Laufe der Zeit übernahmen Hersteller den Rocker-Stil, so dass es heute auch möglich ist, Kutten ohne Abzeichen etc. „von der Stange“ zu kaufen.

## Entstehung

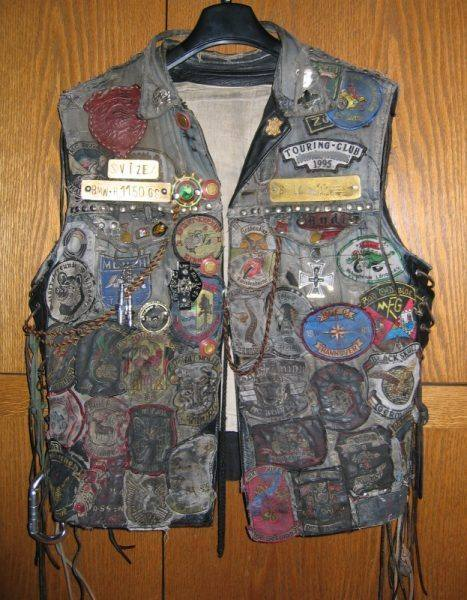
Typische Kutte aus den 1980er Jahren

Anfänglich, in den 1970ern und den folgenden Jahren trugen Motorradrocker überwiegend Jeanskutten. Seit den 1990er Jahren ging die Mode bei Kuttenträgern aus verschiedenen Gründen zur Lederkutte über. Zum einen hat dies praktische Gründe, da Leder gegenüber Jeansstoff strapazierfähiger und widerstandsfähiger gegen Verschmutzung ist (Jeanskutten stinken oft nach langem Tragen und Regenfahrten). Zum anderen erscheinen Kutten aus Leder auch in den Augen vieler Träger einfach als „cooler“.
Wie bei den Metal-Kutten ist das Waschen oder Reinigen der Kutte ein Tabu.
Ob der Name Kutte aus der phonetischen Ähnlichkeit des amerikanischen cut-off (d. h. abgeschnittene Ärmel) resultiert, wird in der Szene bezweifelt. Auch andere Subkulturen und Männerbünde bezeichnen ihr Outfit als Kutte. Viel mehr scheint naheliegend, dass die Kutte von den Hells Angels eingeführt wurde, die aus Kalifornien stammen. Da es dort meist heiß und trocken ist, war die normale Funktionskleidung beim Motorradfahren, die Motorradjacke, schlicht unpraktisch. Unübersehbar wird jedoch freilich der begriffliche Bezug zum Habit, also der Ordenstracht, entsprechender Zusammenschlüsse, vornehmlich der Mönchskutte, indiziert.

## Kuttentaufe

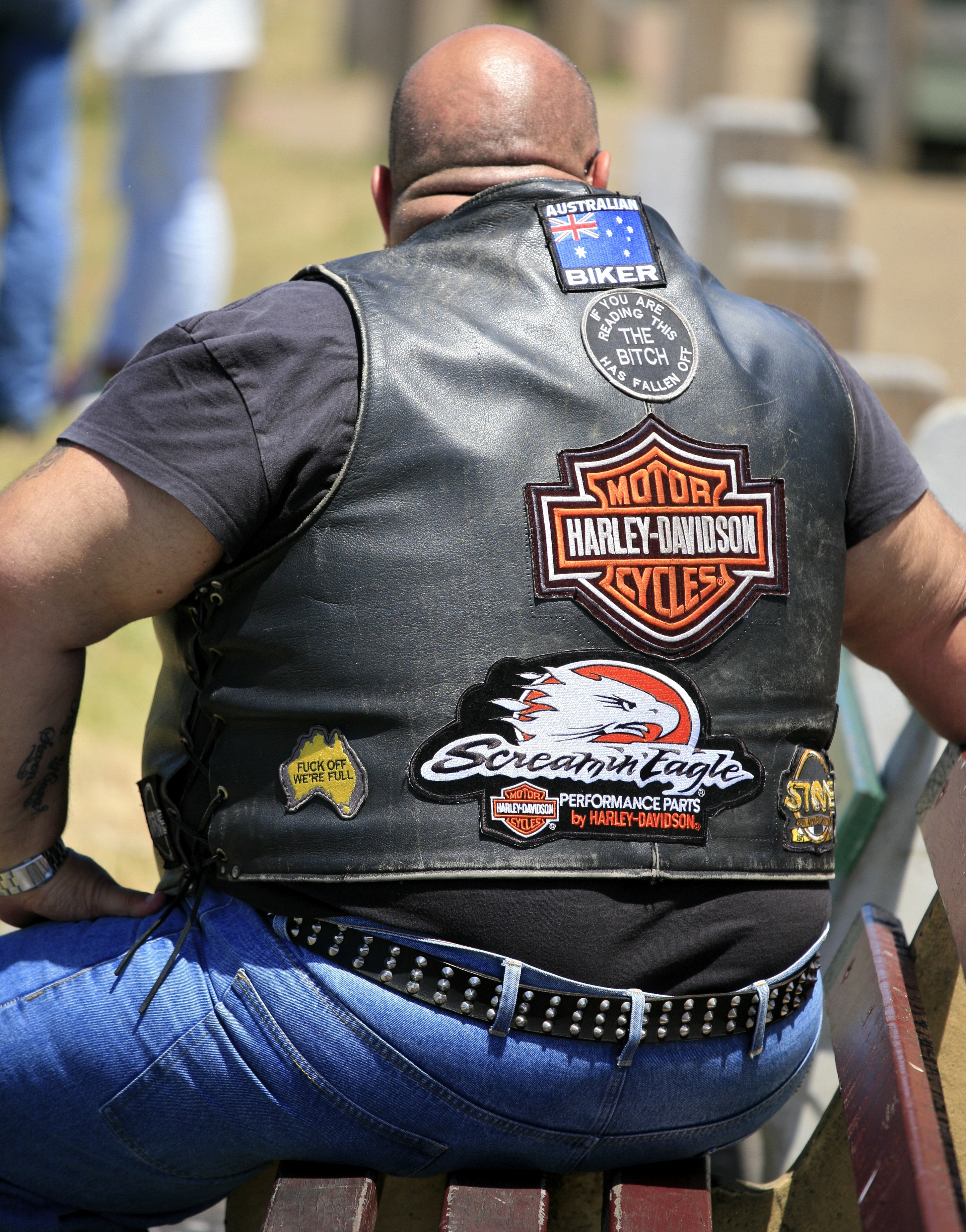
Kutte ohne Clubanbindung

Die Kuttentaufe ist ein alter Brauch unter Rockern, der jedoch mittlerweile nur noch selten praktiziert wird und sich meist auf kleinere Clubs beschränkt. Innerhalb der Szene markiert es für das Mitglied den Übergang vom Prospect hin zum Vollmitglied. Am Tag seiner Ernennung bekommt der Prospect seinen Aufnäher oder seine komplette Kutte überreicht, die jedoch vorher noch eingeweiht wird. Dies kann auf verschiedene Arten geschehen, die hier beispielhaft (bezugnehmend auf Ahlsdorf 2004) aufgelistet werden:
- Kuttenburnout: Ein Motorrad wird über der Kutte gestartet und die Reifen durchgedreht.
- Versteck: Der Prospect muss die Aufnäher aus einem besonders ekligen oder komplizierten Versteck herausbekommen (beispielsweise ein Schweinskopf, Eimer oder Flasche mit Flüssigkeit, eine speziell präparierte Schlammgrube, Betonklotz).
- Die Schlammgrube: Der Prospect wird in eine vorher präparierte Schlammgrube geworfen.
- Trinkrituale
- Teeren und Federn
- Bepinkeln.

## Sonstiges
Im April 2012 nahm das Bundesverfassungsgericht eine Verfassungsbeschwerde eines Mitglieds des Hells Angels Motorcycle Club nicht zur Entscheidung an (2 BvR 2405/11). Dieses hatte gerügt, dass Motorradwesten mit „Hells Angels“-Aufschrift während einer Gerichtsverhandlung verboten wurden. Er sah darin den Grundsatz der Öffentlichkeit verletzt.
Anlässlich der Kieler Woche 2011 verhängte die Stadt Kiel ein Trageverbot von Abzeichen von insgesamt 14 Motorcycle-Clubs, praktisch ein Kuttenverbot, innerhalb des Veranstaltungsgeländes. Durch das Trageverbot für den in der Szene üblichen Onepercenter-Patch wurden aber auch weitere Kuttenträger ausgeschlossen. Der Dirty Pack MC klagte erfolgreich gegen das Verbot und ihr Name wurde nachträglich aus der Auflistung entfernt.